# Абердинський випробувальний полігон
Абердинський випробувальний полігон (англ. Aberdeen Proving Ground) — одна з військових баз армії США, військовий полігон, який розташований поблизу Абердина в окрузі Гарфорд у штаті Меріленд. Абердинський полігон — найстаріший військовий випробувальний центр армії США та один з найвідоміших у світі полігонів з розробки, досліджень, випробувань, іспитів та тестування військової техніки й озброєння.
В межах полігону знаходиться штаб-квартира Командування сухопутних військ США з досліджень, розробок та інженерінгу RDECOM.

## Зміст
Абердинський випробувальний полігон був заснований 20 жовтня 1917 року та займає територію 72 500 акрів в окрузі Гарфорд, штату Меріленд. Територія полігону поділяється на дві основні зони, як розмежуються річкою Буш: північна частина — це Абердинська територія (англ. Aberdeen Area) та південна частина — Ейджвудський арсенал (англ. Edgewood Arsenal) або Ейджвудська територія. На Ейджвудській території розташований Ейджвудський центр хімічної та біологічної зброї.